# Can Santfí
Can Santfí és una masia de Gelida (Alt Penedès) protegida com a bé cultural d'interès local.

## Descripció
És un ampli casal amb teulada a dos vessants, dos pisos i golfes amb clàssica distribució interior, alterada darrerament, d'entrada, menjador i cuina, etc. i escala que porta a la sala, repartidora de les habitacions superiors. Cal ressenyar especialment la decoració modernista i noucentista que cobrí materialment les parets de la casa i també el jardí entre els anys 20 i 30 per obra del ceramista Josep Colomer, fill de la mateixa i autor de monumentals plafons ceràmics, adossaments de parets, gerros de gres, vidrieria pintada, esmalts i recobriments de trencadissa de rajoles formant bancs, brolladors, parterres i una cova d'animals fantàstics. La seva obra, equiparable a la dels millors artistes del moment, és molt desconeguda. Nasqué el 1879 i morí el 1939. Estigué molt en contacte amb els artistes i escriptors de l'època.

## Història
A finals del segle xiv, la masia fou venuda als Santfí, pel Senyor del Castell i Baronia de Gelida, Berenguer Bertrand.